# Code Geass 娜娜莉的夢魘
《Code Geass 娜娜莉的梦魇》是动画Code Geass 反叛的鲁路修的改編漫画，自2006年开始在月刊CompAce上进行连载。
故事原案大河內一樓、谷口悟朗，由担任作画，CompAce Vol.10开始连载。

## 概要
由娜娜莉擔任主角的另一個原創故事。
譯名為「CODE GEASS Nightmare of Nunnally」。前述的「Nightmare」是指惡夢，而非擁有騎士牡馬與惡夢等多重含意的「KnightMare」。
克洛維斯為了隱藏秘密而向新宿难民营發射了飛彈，導致魯路修下落不明。前往尋找魯路修的娜娜莉隨後獲得了「看出未來線」的Geass力量，搭乘增益50倍以上的異形Knightmare Frame「馬可尼莫（Mark Nemo）」。她在搭乘時所顯現的好戰性格與平時的娜娜莉判若兩人。劇情的走向與動畫版的劇情發展完全不同。
「魔導器尼莫（ネモ、Nemo，在拉丁文中「Nemo」是「無名的人物」 之意。）」根據魯路修所留下的話，成為了娜娜莉的騎士，除此之外還有包含娜娜莉的好友「艾莉絲」等許多原創角色登場。
在這個作品中具有Geass能力的人，包含娜娜莉在內，都被稱作「Geass使用者（ギアス・ユーザー）」。另外也出現了擁有「力量（ザ・パワー）」的Geass能力的人。有多個各自擁有不同Geass能力的角色登場，也是這個作品的特色之一。

## 和原作動畫的相異點
1. 咲世子知道鲁路修赌博的事。
2. 魔导器尼莫就在装载C.C的容器中。
3. 柯内莉亞原本是到11区来进行补给的，卻遇上克洛維斯之死而成為新總督。
4. 朱雀是經由修奈傑爾的推薦而成為尤菲米亞的騎士。
5. 卡莲和学生会成员一起去了河口湖，被卷入河口湖事件。
6. 黑色騎士團和世界的發展在成田一役後，與本傳走向2個不同的方向。魯路修提早向朱雀揭穿Zero的身份，娜娜莉則遭到教團被捕和囚禁。
7. 魯路修還有一個雙胞胎「弟弟」羅羅(實為魯路修的複製體，在受精卵中加入C.C.的基因，並輸入虛假的記憶)，直屬皇帝的教團樞機異端審判官。據稱因雙子出生的詛咒傳說，而被隱暪出生、帶走到教團養大。十分憎恨擁有母愛和家庭温暖的魯路修及娜娜莉，企圖以審判官身份將身為魔王和魔女的兩人處死。在日本戰敗、魯路修兄妺宣稱死亡後，重新獲得皇子的身份和繼承權。最終被亞妮揭穿身世，指出他實為查爾斯製造的「魔王」。(因為瑪莉安娜不想利用孩子來實行計劃，因此查爾斯以複製體來代替Geass資質極佳的魯路修兄妹。)
8. 亞妮是教團的騎士隊長，就連KMF不是莫德雷德
9. 瑪莉安娜被年幼時的亞妮殺害，然後跟C.C.要求給予Geass，並付身於亞妮。
10. 克洛維斯麾下的特殊名誉外国人部队擁有將C.C.的細胞移植到適用者的身體，藉此創造「人造Geass使用者」的技術。
11. 由於查爾斯企圖廢除帝國制，令自己成為獨裁者，所以Zero(魯路修)和修奈傑爾皆不約而同推薦和平主義者的尤菲米亞成為下任皇帝，以阻止暴政和帝國崩潰。在超過半數的皇族成員和元老院的支持下，推翻父親查爾斯，成為第99任皇帝。她也宣布解放殖民地，歸還政權給各地政府，但不列顛仍然保留帝制。娜娜莉在結局中恢復公主的身份，以外交大使的身份留在日本。魯路修則以「Zero已經死亡」為由，拒絕娜娜莉和尤菲的請求，離開世人的視線。

## 登场人物
尼莫
被魔导器的存在，尼莫由魔女的细胞构成
在和娜娜莉达成Geass契约之后，变成和娜娜莉几乎一模一样的少女，但是只有娜娜莉本人才能看见她，自称是娜娜莉的骑士。

### 特殊名誉外国人部队（）
艾莉丝
表面上的身份是在阿什弗德学园初中部就读的少女，娜娜莉的朋友，实际上是特殊名誉外国人部队的一员。Geass能力「The Speed」的持有者。最終成為了娜娜莉的騎士。
桑琪亚
Geass能力「The Odd」的持有者，能够感知到敌人的气息而判断出敌人的动向。
妲尔克
Geass能力「The Power」的持有者，担任部队的突击力量。
露克蕾缇亚
Geass能力「The Land」的持有者，擅长对战场地形的精密计算。
迈德
部队指挥官。

### 其他
叶卡捷琳娜
斯佛萨家的长女，在阿什弗德学园就读的不列颠贵族少女，討厭娜娜莉。

## 登场组织
特殊名誉外国人部队
巴特列将军直属的特殊部队，队员构成如其名，全部由占领区的外国人组成。巴特列将军失势之后，便独立出来活动，迈德担任总指挥。

## 本作中的Geass
艾莉絲 （アリス）
「The Speed」 速度
桑琪亞  （サンチア）
「The Odd」訊息分析
妲爾克  （ダルク）
「The Power」力量
露克蕾緹亞  （ルクレティア）
「The Land」地形分析
魯路修·蘭佩洛基  (ルルーシュ・ランペルージ， Lelouch Lamperouge）
「The Zero」不明（據說可以將一切化為虛無，也就是說可以讓所有人消失）
查爾斯·D·不列顛尼亞 (シャルル・ジ・ブリタニア，Charles di Britannia)
「The Deadrise」賜與死者生命,但死者的生存模式卻猶如傀儡，行屍走肉，必須聽從查爾斯的命令
娜娜莉·蘭佩洛基 （ナナリー・ランペルージ， Nunnally Lamperouge）
「The Zero」雖然跟魯路修同名 但是娜娜莉是可以看到未來的
瑪莉安娜·V·不列顛尼亞 （マリアンヌ・ヴィ・ブリタニア， Marianne V Britannia)
「The Soul」靈魂加工
羅羅·D·不列顛尼亞 
「The Ice」在特定範圍內將時間停止到接近零

## 出版書籍
| 冊數 | 角川書店       | 角川書店               | 台灣角川       | 台灣角川               |
| 冊數 | 發售日         | ISBN                   | 發售日         | ISBN                   |
| ---- | -------------- | ---------------------- | -------------- | ---------------------- |
| 1    | 2007年6月26日  | ISBN 978-4-04-713928-2 | 2008年11月15日 | ISBN 978-986-174-852-8 |
| 2    | 2008年1月26日  | ISBN 978-4-04-713985-5 | 2008年12月24日 | ISBN 978-986-174-920-4 |
| 3    | 2008年4月26日  | ISBN 978-4-04-715044-7 | 2009年3月20日  | ISBN 978-986-237-013-1 |
| 4    | 2008年10月25日 | ISBN 978-4-04-715103-1 | 2009年8月5日   | ISBN 978-986-237-208-1 |
| 5    | 2009年4月25日  | ISBN 978-4-04-715231-1 | 2009年12月14日 | ISBN 978-986-237-424-5 |